# Sinojackia rehderiana
Espèce
Classification phylogénétique
Sinojackia rehderiana est un arbuste de la famille des Styracacées, originaire et endémique de Chine.
L'attribut spécifique est une dédicace à Alfred Rehder, botaniste américain.
Nom chinois : 狭果秤锤树

## Description
Il s'agit d'un arbuste caduc, de 5 m de haut.
Les feuilles sont simples, alternes, glabres à l'état adulte, sur un court pétiole (moins de 5 mm) sans stipule. Elles revêtent deux aspects, l'un sur les branches portant les fleurs, de forme ovale et de plus petite taille, de 2 à 5 cm de long sur 1,5 à 2 cm (les feuilles à la base des fleurs sont encore plus petites), l'autre sur le reste de la plante, de forme elliptique et de taille plus grande, de 3 à 9 cm de long sur 2 à 5 cm de large.
Les inflorescences, pendantes, portent 3 à 5 fleurs, d'un blanc très pur de 2 - 2,5 cm de diamètre. La corolle de chaque fleur compte généralement 6 sépales et 6 pétales alternés (mais ce nombre, tant des sépales que des pétales, peut varier de 5 à 8). Les étamines - au nombre de 12 à 14 - sont regroupées autour d'un style très blanc - 8 mm -, à peu près du double de leur longueur.

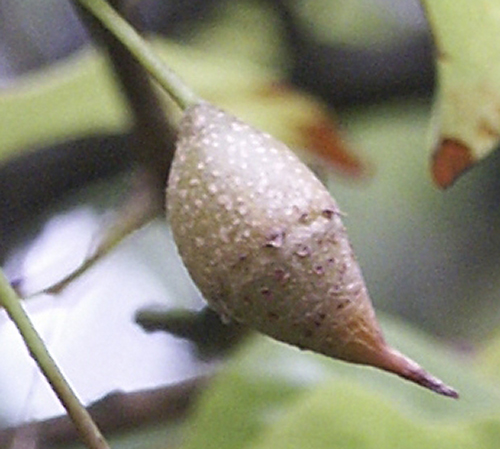
Détail du fruit de Sinojackia rehderiana - Noter le rostre plus important que chez Sinojackia xylocarpa.

Le fruit est glabre, ellipsoïde, d'environ 2 cm de long et terminé par un long rostre conique apical. Le pédicelle est court : moins de 2 cm. Il est divisé généralement en trois locules. Les graines sont brun foncé, cylindriques et d'environ 1 cm de long.
La plante compte 2n = 24 chromosomes (comme les genres Halesia et Pterostyrax, mais pas comme le genre Styrax qui en compte 2n=16).
Cette espèce semble s'hybrider naturellement avec Sinojackia xylocarpa.

## Répartition
Son habitat naturel se situe dans le nord du Guangdong, le sud du Hunan, le Jiangxi, entre 500 et 800 m d'altitude, en lisière forestière.

## Utilisation
Cette plante, à la floraison délicate et au feuillage clair et agréable, commence à peine à trouver une diffusion horticole en France.
Cette espèce préfère un substrat plutôt acide et un emplacement modérément ensoleillé. Elle résiste bien au froid.

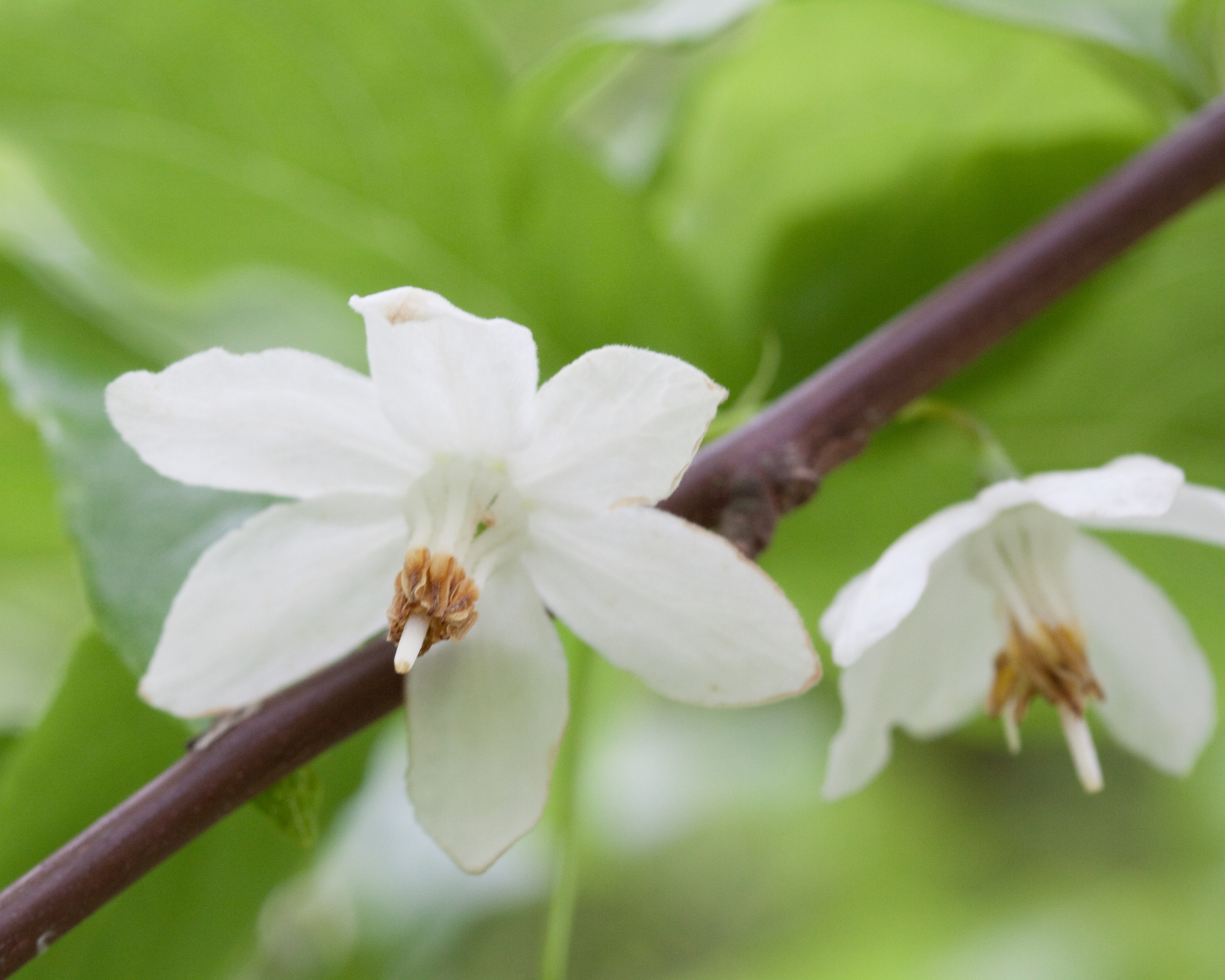
Fleurs
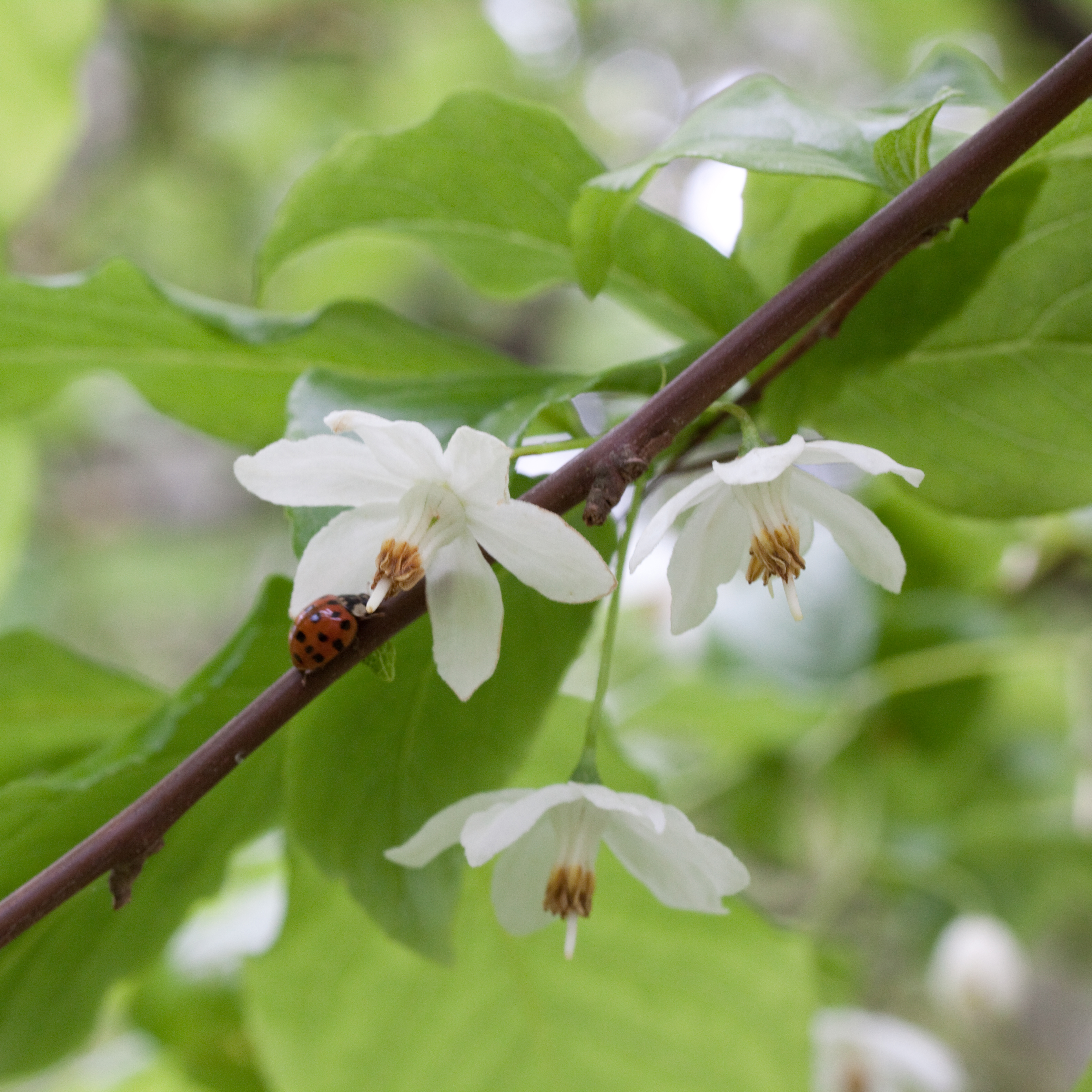
Fleurs
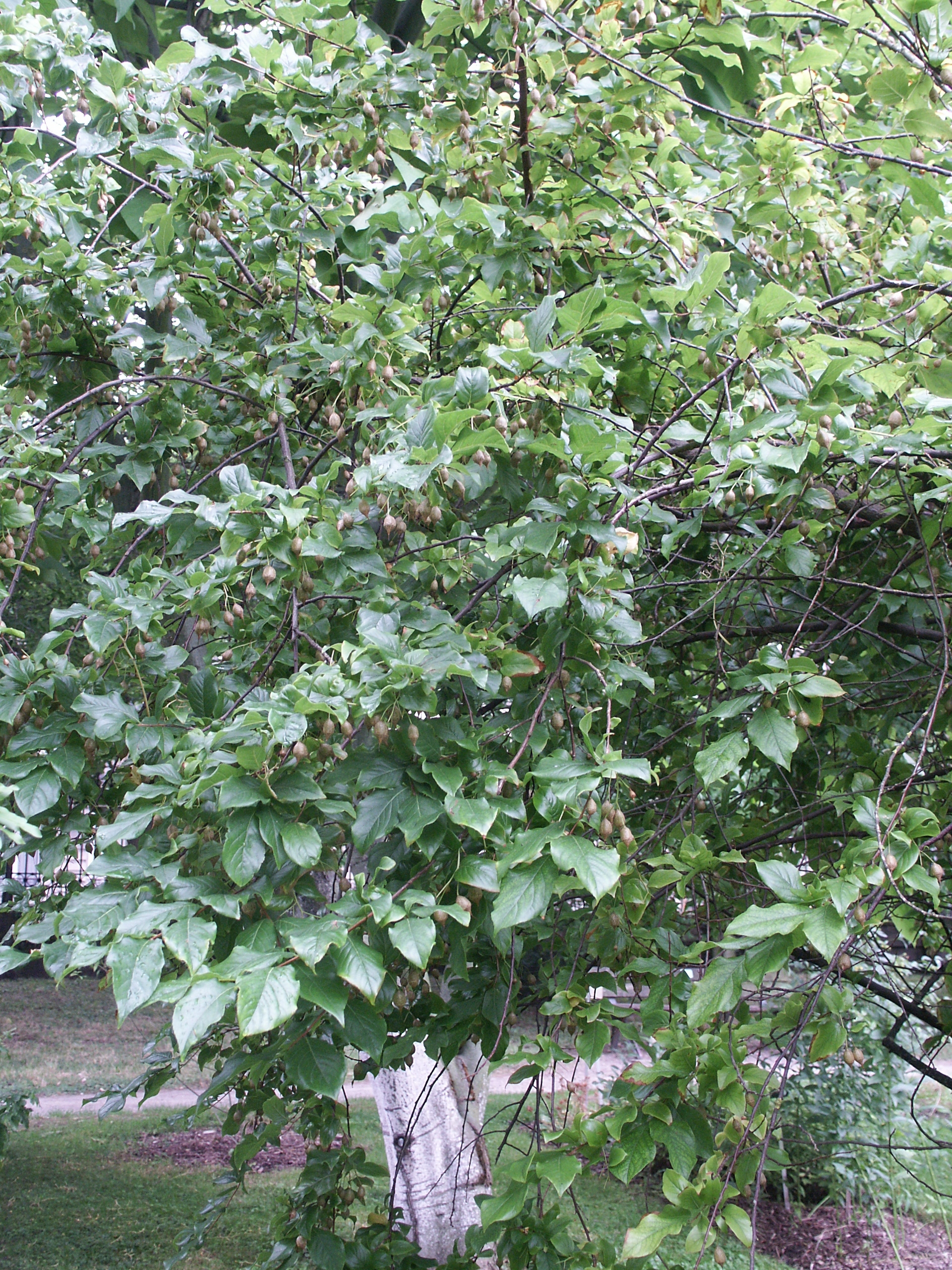
Feuillage et fruits
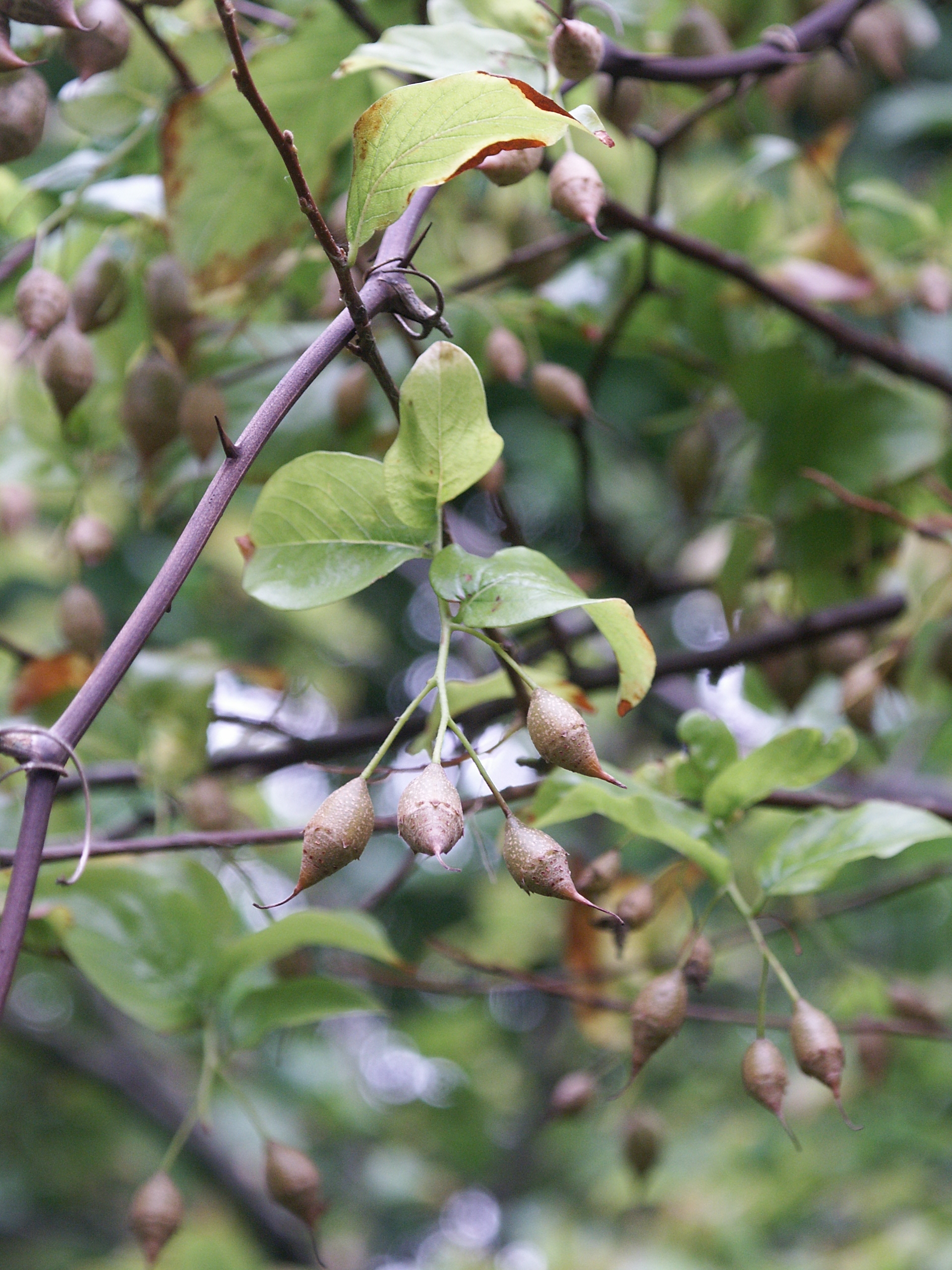
Fruits